# Người Kinh Tam Đảo (Quảng Tây)
Người Kinh Tam Đảo (chữ Nôm: 𠊛京三島) hay Kinh tộc Tam đảo (chữ Hán phồn thể: 京族三島, bính âm: Jīngzú Sàndăo) là tên gọi đặc trưng được dùng để chỉ cộng đồng thiểu số người Việt (còn gọi là người Kinh) di cư theo đường biển từ miền duyên hải của Việt Nam vào đầu thế kỷ 16 đến định cư trên ba hòn đảo (tam đảo) nhỏ là Vạn Vĩ (Wanwei), Vu Đầu (Wutou) và Sơn Tâm (Shanxin). Ba đảo này vốn là hoang đảo (ba hòn đảo này trước đây thuộc Việt Nam, sau Công ước Pháp – Thanh 1887 thì được nhượng cho Trung Quốc), ngày nay là ba thôn thuộc địa phận thị trấn Giang Bình, huyện cấp thị Đông Hưng, địa cấp thị Phòng Thành Cảng của tỉnh Quảng Tây, Trung Quốc (cách cửa khẩu Móng Cái của Việt Nam chừng 25 km). Họ được coi là cộng đồng người Kinh còn mang nhiều bản sắc văn hóa Việt Nam nhất tại Trung Quốc với tư cách là một trong 56 dân tộc của đất nước này (không bao gồm cộng đồng người Việt mang quốc tịch Việt Nam hiện đang học tập và làm việc tại Trung Quốc).
Tại Quảng Tây nói riêng và Trung Quốc nói chung, tên gọi "Kinh tộc Tam Đảo" (chữ Hán giản thể: 京族三岛, bính âm: Jīngzú Sàndăo), có nghĩa là "Ba hòn đảo của người Kinh", hiện vẫn được dùng tương đối phổ biến để chỉ cộng đồng người Kinh này cũng như để chỉ địa bàn sinh sống tập trung của họ tại ba hòn đảo nói trên (nay đã trở thành bán đảo do phù sa bồi lấp và nhờ chính quyền cùng nhân dân địa phương đã đắp đê, làm đường nối các đảo với đất liền). Với lịch sử định cư trải qua hơn 500 năm, hầu hết cư dân người Kinh ở khu vực Tam Đảo (Vạn Vĩ, Vu Đầu và Sơn Tâm) cũng như một vài nơi khác ở Quảng Tây (chủ yếu tập trung tại Đông Hưng) đều có chung nguồn gốc là người Đồ Sơn (Hải Phòng, Việt Nam), còn lại số ít người Kinh trong đó có nguồn gốc từ một vài địa phương ven biển của Việt Nam di cư đến. Theo điều tra dân số tại Trung Quốc vào năm 2000, dân số người Kinh riêng tại khu vực nói trên là khoảng hơn 18.000 người trong tổng số trên dưới 22.000 người dân tộc Kinh trên toàn lãnh thổ Trung Quốc, một con số được coi là rất khiêm tốn nếu so với nhiều dân tộc khác đang cùng sinh sống trên đất nước đông dân nhất thế giới này.